# 伊達宗和
伊達 宗和（だて むねより）は、江戸時代後期の陸奥国仙台藩一門第九席・川崎伊達家5代当主。

## 生涯
天明7年（1787年）、岩出山伊達家7代当主・伊達村則の子として誕生。
川崎伊達家4代当主・伊達村賢の婿養子となり、家督と知行2000石を相続し、陸奥国柴田郡川崎邑主となる。仙台藩主・伊達周宗の偏諱を受け上野宗和と名乗った。
天保5年（1834年）7月19日死去。享年48。